# クロード・マックス・ロシュ
クロード・マックス・ロシュ（Claude-Max Lochu) は、ブザンソンの美術学校を卒業した現代美術家、画家、デザイナー。1951年に東フランスのフランシュコンテ地方のデッレで生まれ、長年パリとパリ近郊に住み、その後、南フランスのアルルに住み、活動している。ロシュの作品はドール美術館やガヤック美術館、エクス＝レ＝バンのフォール美術館に展示され、絵画のいくつかはフォール美術館のコレクションの一部となっている。

## 略歴
クロード・マックス・ロシュはブザンソンの地方美術学校（ジャン・リカルドンのワークショップ）で絵画を学び、1975年に卒業し、1976年にモロッコのラバトとタンジールで初めて作品が展示された。1979年にパリに移住し、1981年と1982年にモントルージュサロンに参加。1982年に日本を訪れた際、画家の伊藤紫虹に水墨画を学んだ。芭蕉のように旅をインスピレーションの源にしている。このアプローチは、パリ、ローマ、リスボン、アムステルダム、ニューヨーク、ロンドン、ロサンゼルス、ベルリンの都市の地勢に関する探究である「メゾンデュシエル」（空の家）を生み出した。ロシュはまた表象ではなく詩を求める静物、インテリア、南部の風景を探究している。ロシュはさまざまなギャラリーでの作品に加えて、1985年にドール美術館に、2000年と2012年にエクス＝レ＝バンのフォール美術館に出展した 。
2000年、彼はエクス＝レ＝バンのフォール美術館で最初の展覧会で制作したエクス＝レ＝バンの絵画を、美術館の入り口に展示した。絵は飛行中の街の景色を表した。2012年、彼の作品の回顧展がフォール美術館で再び行われ、オーギュスト・ロダンの肖像画が美術館のコレクションに加わった。
2001年以来、彼はイタリアのケルチェートにあるAccademia libera natura e culturaに出展している。
2006年、彼は世界平和と宗教間対話を促進することを目的として、ノルマンディーに平和の神殿を建設するラマ・ギュルメのプロジェクトの平和と光の祭典に参加した。

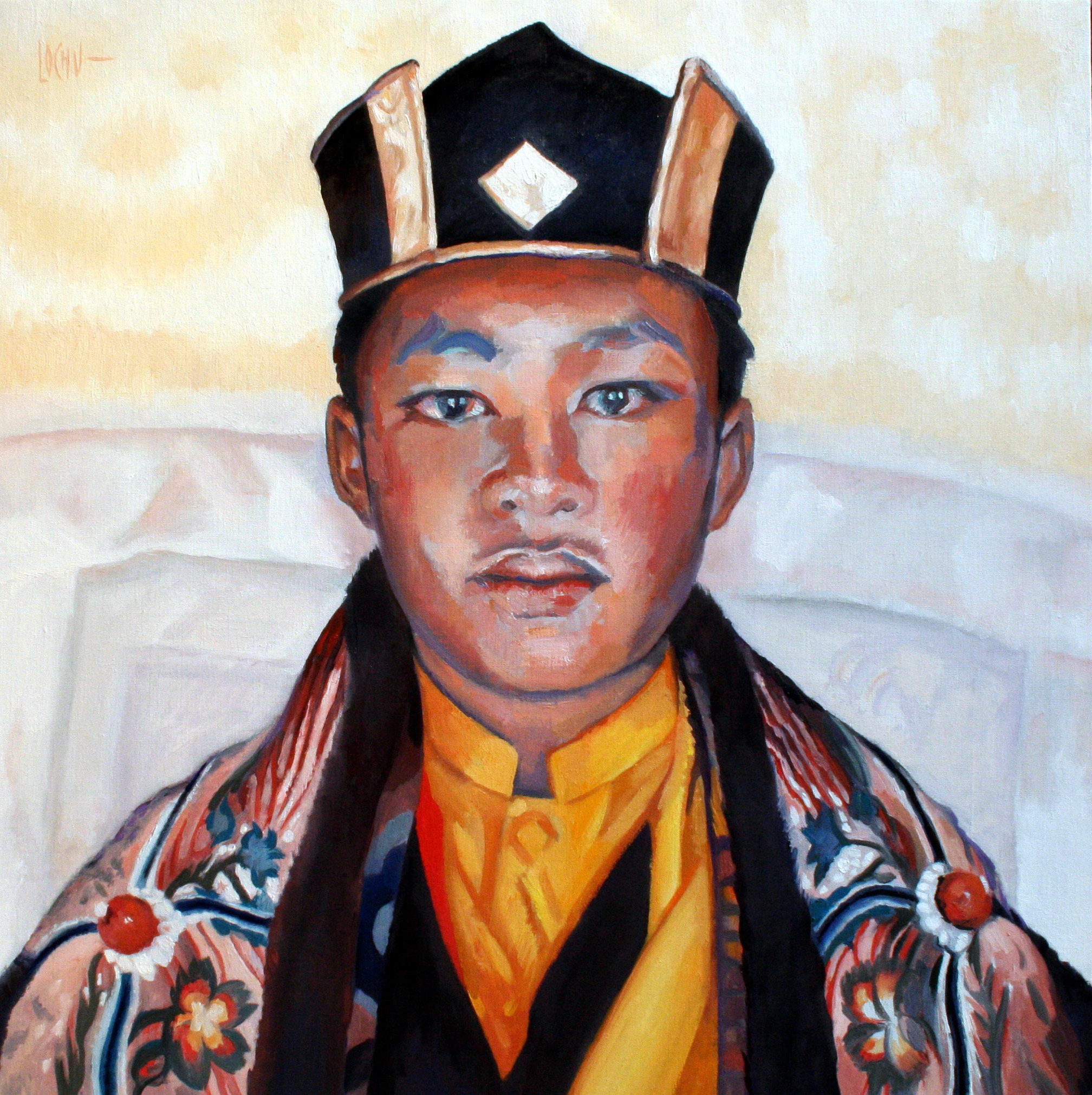
『ギャルワカルマパ』2008年。油彩、キャンバス、80 × 80 cm。

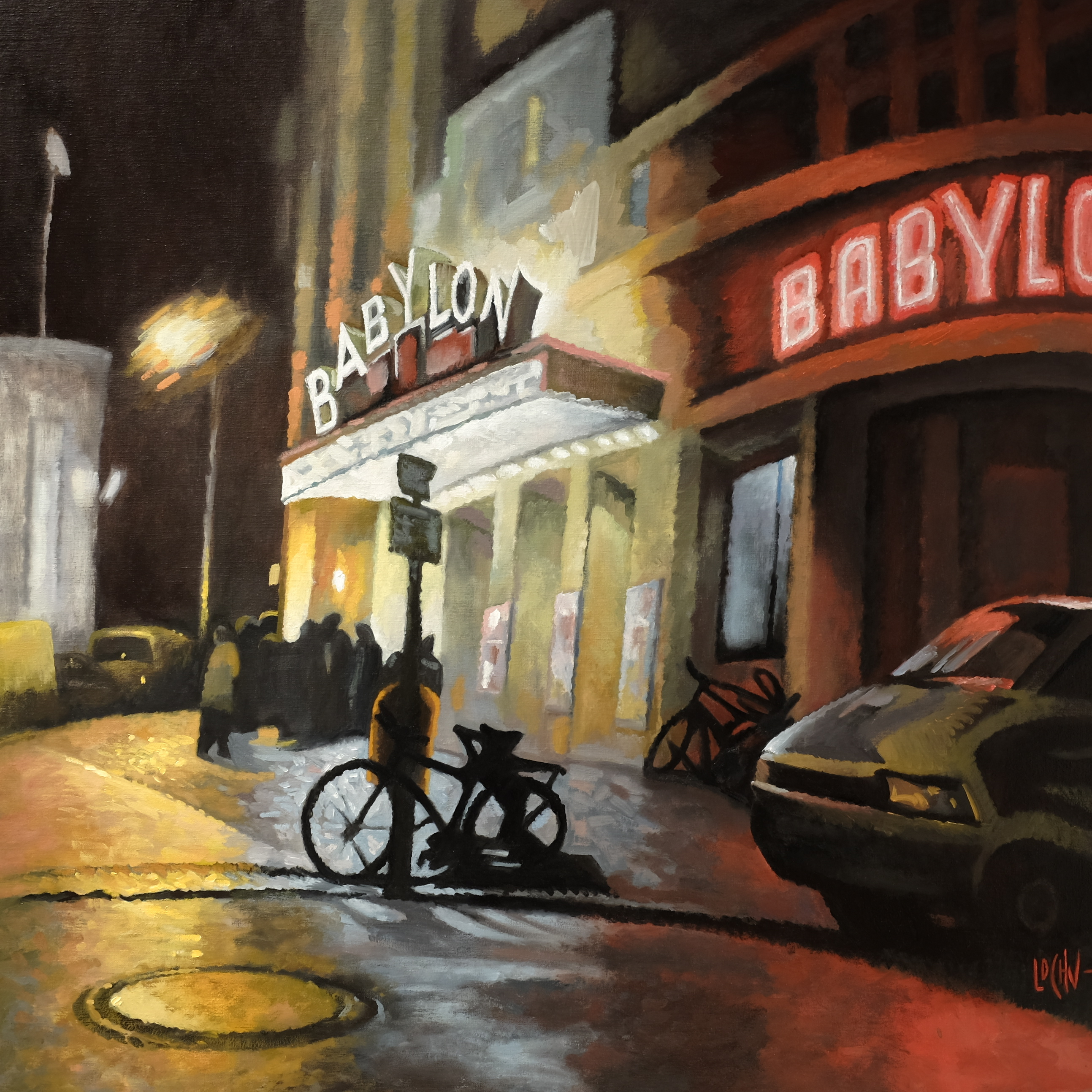
『キノバビロン』2017年。油彩、キャンバス、100 × 100 cm。

2013年、彼はタルン県のガヤック美術館に出展した。
2013年7月から9月にかけて、ドゥー県のソショーにあるプジョーアドベンチャーミュージアムへに、26枚のキャンバスに油彩、ガッシュ、鉛筆画が展示された。
セーヌ川流域で生まれた印象派の起源に焦点を当てたPays des Impressionnistes（印象派の土地）観光局はロシュのキャリエール＝シュル＝セーヌのワークショップへの訪問を2014年1月に企画した。
2014年11月から2015年1月までドゥー県のレコンブにあるワークショップギャラリーLes Pissenlitsが彼の展覧会を開いた。
2016年3月、彼はパリrue d’ArgensonのGavartギャラリーに出展した。
2017年5月と6月に、マルリー＝ル＝ロワのジャンヴィラール文化センターで「航海」と題された彼の絵画の展示会が開催された。
2018年6月から8月まで、彼はジュビロン→ジュビレ-回顧展と展望に参加する37人のアーティストの1人となり、フォール美術館でキュレーターのアンドレ・リアタードが開催した最後の展覧会に参加した。
2017年、彼はアルルに移り、そこで一連の風景画を制作し、2021年8月にギャラリーセザールに展示した。クロード・マックス・ロシュの作品は、彼が住んでいる場所の日常生活における記憶、観察、感情に基づいている。